# Lauryad
La Lauryad è il veicolo spaziale utilizzato dalla protagonista del romanzo americano del 1995 Flight: A Quantum Fiction Novel di Vanna Bonta.
È anche il nome di un Lunar Lander che ha preso parte alla competizione Northrop Grumman X-Prize Cup Lunar Lander Challenge, sponsorizzata dalla NASA (2007-2009). Il nome è stato dato in onore dell'astronave del romanzo di Bonta.
Lauryad è una parola macedonia il cui significato deriva dalla combinazione dei suoni di lorry (in inglese "mezzo di trasporto") e laurel (in inglese "alloro", anche nel senso di trionfo). Libiverus Lauryad (letteralmente "Trasporto di Verità e Libertà") è lo strumento di pilotaggio dell'astronave.

## Missione
La navicella spaziale, guidata dalla protagonista Aira Flight, è equipaggiata con strumenti di comunicazione e oggetti d'arte appartenenti a civiltà avanzate e progressiste, ormai evolutesi oltre la fase dei conflitti. È il mezzo di trasporto, che viaggia manipolando il tessuto spaziale, utilizzato nella missione di liberare le popolazioni interplanetarie e interdimensionali di pianeti asserviti da regimi che soffocano la libertà e la creatività.

### Emblema
Lo stemma della Lauryad è una stretta di mano al di sopra di una stella da cui germogliano due rami frondosi che circondano il tutto, e ai lati due grandi ali.

## Operazioni
La Lauryad viaggia grazie ad un processo che la rende in grado di manipolare il tessuto spaziale. Il processo di "collegamento dei nuclei" infatti è parte della procedura descritta come "ricompattamento della fissione", tramite la quale i vettori sono regolati verso una certa direzione o località tracciata e poi avviene uno "scambio" tra elettroni, neutroni e protoni di nuclei adiacenti. In tal modo le masse vengono spostate da un luogo all'altro tramite molecolarità, fissione controllata e fusione.
L'astronave può viaggiare anche utilizzando la propulsione newtoniana, come una massa nello spazio.

## Equipaggiamento
- Scanner di circonferenza - Uno scanner che invia reti di ricerca spaziale a 360 gradi lungo le traiettorie del vettore e ne riporta i risultati.
- Acceleratore a lunghezza d'onda - Uno strumento ricreativo che aumenta la velocità delle onde sonore fino a trasformarle in formazioni luminose che fluttuano nella camera di comando dell'astronave.
- 22-18-A - Una selezione musicale composta da una melodia a cinque voci di venti e movimenti delle sfere, suoni stellari e strumenti di diverse culture planetarie.

## Dalla finzione alla realtà
In onore dell'astronave del romanzo di Vanna Bonta, lo stesso nome è stato dato a un lunar lander che ha preso parte alla competizione Northrop Grumman X-Prize Cup Lunar Lander Challenge, sponsorizzata dalla NASA (2007-2009).